# Éric Hassli
Éric Hassli (Sarreguemines, Francia, 3 de mayo de 1981) es un futbolista francés. Juega de posición de delantero y actualmente es Agente Libre. Ha sido nominado al Premio Puskás 2012.

## Clubes
| Club                  | País           | Año       |
| --------------------- | -------------- | --------- |
| FC Metz               | Francia        | 2000-2003 |
| Southampton           | Inglaterra     | 2000      |
| Neuchâtel Xamax FC    | Suiza          | 2003-2004 |
| Servette FC           | Suiza          | 2004-2005 |
| F. C. St. Gallen      | Suiza          | 2005-2006 |
| Valenciennes          | Francia        | 2006-2007 |
| FC Zürich             | Suiza          | 2007-2011 |
| Vancouver Whitecaps   | Canadá         | 2011      |
| Toronto FC            | Canadá         | 2012      |
| FC Dallas             | Estados Unidos | 2014      |
| San Antonio Scorpions | Estados Unidos | 2015      |